# 條紋喉盤魚
條紋喉盤魚（學名：Gobiesox maeandricus），為輻鰭魚綱喉盤魚目喉盤魚科的其中一種，該物種由查爾斯·弗雷德里克·吉拉德（Charles Frédéric Girard）於1858年根據在加利福尼亞州聖路易斯奧比斯波採集的標本描述，分布於東太平洋區，從美國阿拉斯加州南部至墨西哥下加利福尼亞半島海域，深度0至8公尺，本魚體呈蝌蚪狀，前部平扁，後部側扁，體不被鱗，覆有粘液層，頭部側線發達，身體上側線不明顯，腹鰭喉位，與周圍的皮褶特化成一吸盤，尾鰭圓潤，胸鰭短而寬，體淺橄欖褐色至櫻桃紅色，有深色網紋或淺色雜色，深色放射線從眼睛延伸，兩眼之間有白色橫帶，幼魚背部及尾鰭邊緣有白色橫帶，體長可達16公分，屬底棲性魚類，生活在藻類生長的潮間帶，屬肉食性，以甲殼類及軟體動物為食，可作為觀賞魚。